# Anredera
Анредера — рід рослин родини Базелієві, корінні в Латинській Америці, Вест-Індії, Техасі та Флориді. Деякі з них натуралізовані в інших регіонах (зокрема Середземноморському регіоні та на різних океанічних островах).  Більшість з них — вічнозелені ліани. Представники роду широко відомі під назвою "виноградні лози Мадейри". Принаймні один вид A. cordifolia має їстівні коріння або бульби, а також листя, подібні до листя Basella alba.

## Вибрані види
Прийняті види:
1. Anredera aspera Sperling — Болівія
2. Barelloides Anredera baselloides (Kunth). – виноградна лоза Мадейри — Еквадор, Перу; натуралізований на Бермудських островах, Домініканська Республіка
3. Anredera brachystachys (Moq. ) Сперлінг — Колумбія, Еквадор
4. Anredera cordifolia (десять. ) Steenis – виноградна лоза Мадейри з серця — Південна Америка від Венесуели до Аргентини; натуралізується в Мексиці, Центральній Америці, Каліфорнії, Техасі, Луїзіані, Флориді, Пуерто-Рико, Бермудських островах, Південній Європі, Марокко, Канарських островах, Азорських островах, Південному Китаї, Індії, Новій Зеландії, Полінезії, Святій Олени, Кабо-Верде, Мадейрі
5. Anredera densiflora Sperling — Еквадор, Перу
6. Anredera diffusa (Moq. ) Сперлінг — Перу
7. Anredera floribunda (Moq. ) Сперлінг — Колумбія
8. Anredera krapovickasii (Вілла) Сперлінг — Болівія, Аргентина
9. Anredera marginata (Kunth) Сперлінг — Еквадор, Перу, Бразилія
10. Anredera ramosa (Moq. ) Еліассон — центральна + південна Мексика, Центральна Америка, Колумбія, Венесуела, Еквадор, Перу, Болівія, Галапагоські острови
11. Anredera tucumanensis (Lillo & Hauman) Sperling — Еквадор, Болівія, південь Бразилії, провінція Аргентини Тукуман
12. Anredera vesicaria (Lam. ) Гертн ф. – виноградна лоза Техас Мадейра — Мексика, Центральна Америка, Вест-Індія, Венесуела, Флорида, Техас